# فلاديمير أرنولد
فلاديمير إيغوريفيتش أرنولد (بالروسية: Владимир Игоревич Арнольд)‏ هو عالم رياضيات روسي.

## الجوائز والتكريم
- جائزة شو (2008).[11]
- جائزة داني هينمان للفيزياء الرياضية (2001).[12]